# 1992 HY4
1992 HY4 är en asteroid i huvudbältet som upptäcktes den 23 april 1992 av den belgiske astronomen Henri Debehogne vid La Silla-observatoriet.
Den har en diameter på ungefär 5 kilometer.